# Uranbergwerk Cigar Lake
Das Uranbergwerk Cigar Lake (englisch Cigar Lake mine) ist ein Bergwerk im Norden der kanadischen Provinz Saskatchewan. Es befindet sich am Südufer des Waterbury Lake.

## Geologie
Unterhalb der Region existiert das zweitgrößte bekannte Uranvorkommen der Welt nach McArthur River, Kanada. Der linsenförmige Erzkörper liegt in einer Teufe von 450 Metern. Das Uranvorkommen ist zwei Kilometer lang und zwischen 50 und 100 Meter breit. Seine Mächtigkeit schwankt zwischen einem und 20 Metern. Das Uranvorkommen wurde durch elektrophysikalische Untersuchungen gefunden, welche Graphit im Grundgestein nachwiesen, welches oft in Verbindung mit Uran auftritt. Der Erzkörper unter dem Cigar Lake wurde vor über 1,3 Milliarden Jahren gebildet. Die Uranoxidkonzentration beträgt durchschnittlich 15,4 Prozent, kann aber an manchen Stellen bis knapp 21 Prozent betragen.

### Keine natürliche Spaltung
Natürliche Kernspaltung (siehe Naturreaktor) ist niemals am Cigar Lake aufgetreten. Es gibt zu viele andere gegenwärtige Substanzen, die die freien Neutronen absorbieren, die benötigt werden um den Kernspaltungsprozess zu beginnen. Der Erzkörper wird von einer 1 bis 20 Meter dicken Schicht von Ton umgeben, die die radioaktiven Substanzen davon abhält, durch  Grundwasserdurchfluss in die Umgebung transportiert zu werden. Das Uranvorkommen ist ein natürliches Gegenstück für eine Endlagerstätte. Beim Uranvorkommen am Cigar Lake kann keine erhöhte Radioaktivität auf der Oberfläche festgestellt werden, auch wenn der Ton, der den Erzkörper umgibt, wasserdurchlässiger ist, als der Bentonit-Ton bei Endlagerstätten.

## Geschichte
Den Abbau betreibt ein Unternehmenskonsortium, geführt vom weltgrößten Uranproduzenten Cameco Corporation (54,547 %) sowie der AREVA Resources Canada Inc. (37 %) und TEPCO Resources Inc. (5 %). Am 22. Oktober 2006 ereignete sich ein Wassereinbruch, der die beabsichtigte Produktionssteigerung auf 7.000 t jährlich beeinträchtigte. Im Sommer 2008 wurde damit begonnen, das Bergwerk zu sümpfen. Dabei wurde festgestellt, dass wieder massiv Wasser eindrang. Dadurch war die beabsichtigte Produktionsaufnahme bis 2011/2012 in Frage gestellt. Der Verlust von Cigar Lake und damit eines Deckungsausfalls von 10 % des Welt-Uranbedarfs wäre das gleiche für die Uranbranche, so ein Marktanalytiker, wie der „Verlust von Saudi-Arabien für den Ölmarkt“.
Die Errichtung des Bergwerks kostete 660 Mio. kanadische Dollar.